# 卡登哈訥
卡登哈訥是土耳其的城鎮，由科尼亞省負責管轄，位於該國南部，面積1,127平方公里，海拔高度約1,030米，主要經濟活動是農業，2000年人口14,816。

## 外部連結
- District governor's official website（页面存档备份，存于） （土耳其文）
- District municipality's official website（页面存档备份，存于） （土耳其文）

38°14′23″N 32°12′41″E / 38.23972°N 32.21139°E